# سامسونگ اس‌جی‌اچ-ئی۵۹۰
سامسونگ اس‌جی‌اچ-ای۵۹۰ یک‌نمونه از گوشی‌های تلفن همراه سری E شرکت سامسونگ می‌باشد که توسط همین شرکت به بازار عرضه شده‌است.